# Atletiek op de Paralympische Zomerspelen 2024 - 400 m mannen T36
De 400 meter voor mannen klasse T36 op de Paralympische Zomerspelen 2024 vond plaats op 3 september in het Stade de France. Deze klasse is voor atleten met cerebrale parese Deze atleten vertonen onwillekeurige bewegingen waarbij alle vier de ledematen aangedaan zijn. Ze lopen meestal zonder hulpmiddelen.. De winnaar van 2020 was James Turner uit Australië, hij wist in 2024 zijn titel te prolongeren. De Nieuw-Zeelander William Stedman behaalde het zilver en de Argentijn Alexis Chávez won de bronzen medaille.

## Records
Voorafgaand aan het toernooi waren dit de wereldrecords en Paralympische records.
| Wereldrecord        | Australië James Turner | 51.71 | Dubai | 14 november 2019 |
| Paralympisch record | Australië James Turner | 52.80 | Tokio | 31 augustus 2021 |

## Finale
| Rang   | Baan | Naam                    | Naam | Tijd    | Bijz. |
| ------ | ---- | ----------------------- | ---- | ------- | ----- |
| Goud   | 7    | James Turner            | AUS  | 51.54   | WR    |
| Zilver | 5    | William Stedman         | NZL  | 52.92   | PB    |
| Brons  | 6    | Alexis Chávez           | ARG  | 53.60   |       |
| 4      | 4    | Takeru Matsumoto        | JPN  | 53.63   |       |
| 5      | 9    | Evgenii Shvetsov        | NPA  | 53.67   | SB    |
| 6      | 8    | Fakhr Eddine Thelaidjia | ALG  | 53.91   |       |
| 7      | 3    | Izzat Turgunov          | UZB  | 1:04:31 | PB    |